# Kenji-Van Boto
Kenji-Van Boto (* 7. března 1996) je madagaskarský profesionální fotbalista, který hraje na pozici obránce za francouzský klub Pau FC. Narodil se na Réunionu, ale hraje za madagaskarský národní tým.

## Klubová kariéra
Boto začal svou seniorskou kariéru v rezervě Auxerre v roce 2014, než v roce 2016 povýšil do jejich seniorského týmu. Dne 17. června 2021 odešel na hostování do Pau FC.

## Reprezentační kariéra
Boto se narodil na Réunionu a je malgašského původu. Byl mládežnickým reprezentantem francouzského národního týmu U16. V září 2022 byl povolán do madagaskarského národního týmu na několik přátelských zápasů. Debutoval 24. září 2022 v přátelském utkání s Kongem, které skončilo 3:3.

## Statistiky

### Klubové
Platí k zápasu hranému 1. července 2021.
| Klub              | Sezóna            | Liga              | Liga   | Liga | Národní pohár | Národní pohár | Ligový pohár | Ligový pohár | Celkově | Celkově |
| Klub              | Sezóna            | Soutěž            | Zápasy | Góly | Zápasy        | Góly          | Zápasy       | Góly         | Zápasy  | Góly    |
| ----------------- | ----------------- | ----------------- | ------ | ---- | ------------- | ------------- | ------------ | ------------ | ------- | ------- |
| Auxerre           | 2014/15           | Ligue 2           | 0      | 0    | 0             | 0             | 1            | 0            | 1       | 0       |
| Auxerre           | 2015/16           | Ligue 2           | 0      | 0    | 0             | 0             | 0            | 0            | 0       | 0       |
| Auxerre           | 2016/17           | Ligue 2           | 18     | 0    | 3             | 1             | 2            | 0            | 23      | 1       |
| Auxerre           | 2017/18           | Ligue 2           | 8      | 0    | 2             | 0             | 0            | 0            | 10      | 0       |
| Auxerre           | 2018/19           | Ligue 2           | 31     | 2    | 1             | 0             | 2            | 0            | 34      | 2       |
| Auxerre           | 2019/20           | Ligue 2           | 7      | 0    | 2             | 0             | 0            | 0            | 9       | 0       |
| Auxerre           | 2020/21           | Ligue 2           | 12     | 0    | 2             | 0             | 0            | 0            | 14      | 0       |
| Celkově v kariéře | Celkově v kariéře | Celkově v kariéře | 76     | 2    | 10            | 1             | 5            | 0            | 91      | 3       |